# Jüdischer Friedhof (Buer)

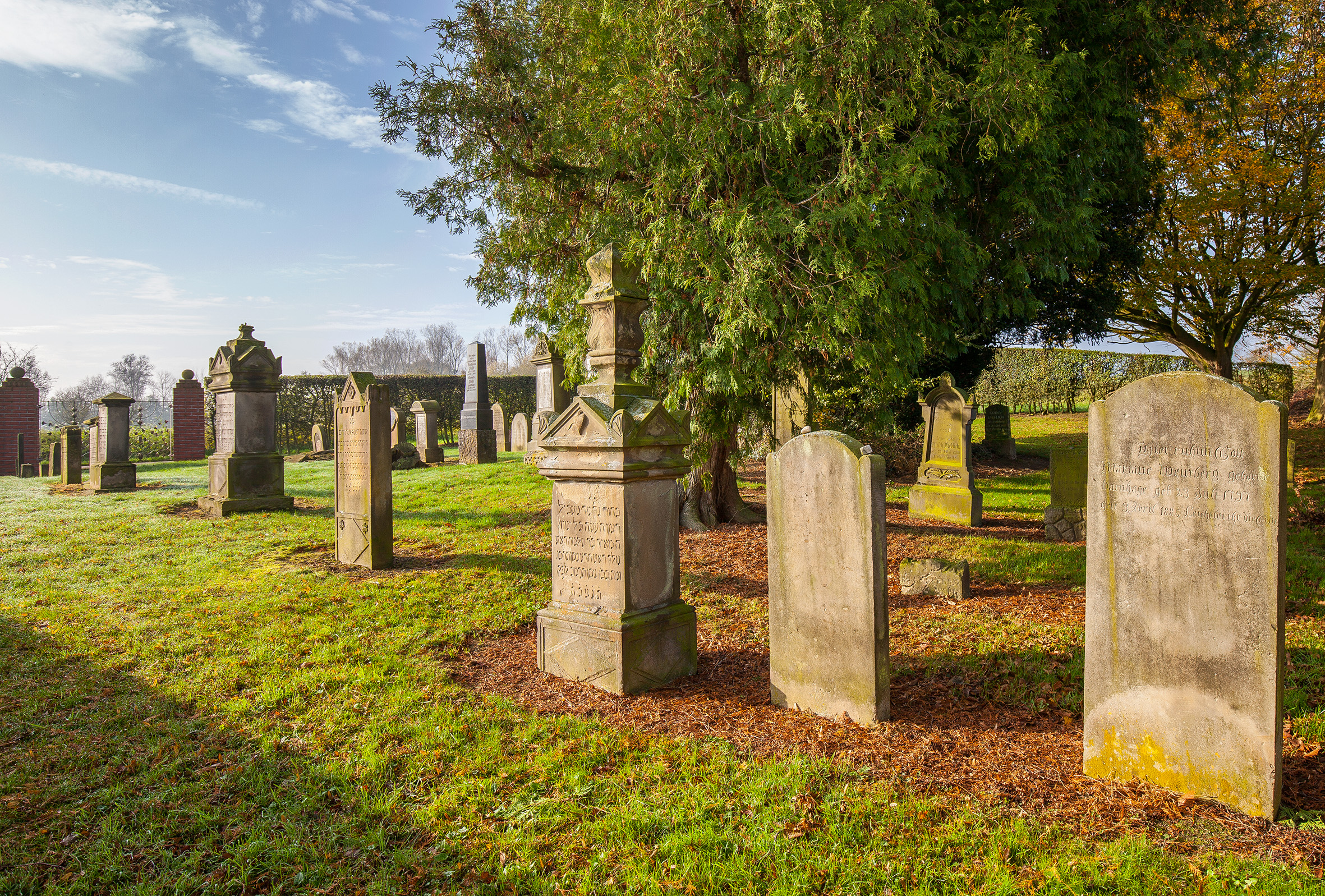
Jüdischer Friedhof Buer

Der Jüdische Friedhof Buer liegt im Stadtteil Buer der Stadt Melle im niedersächsischen Landkreis Osnabrück.
Auf dem Friedhof im Bereich Sunderbrook befinden sich zwischen 45 und 50 Grabsteine. Sie wurden nach Südosten ausgerichtet, in Richtung Jerusalem. Dabei sind die erhaltenen Grabstein-Inschriften auf Hebräisch und Deutsch. Er wurde ab 1821 belegt und auch von Juden aus Melle und Rabber genutzt.
Während der NS-Zeit wurden viele Grabsteine ausgehoben und für Pflasterarbeiten verwendet.
Ein Zuweg zum Friedhof ist nach der vor allem in Portugal bekannten Schriftstellerin Ilse Losa mit Herkunft aus Buer benannt.